# Paulina Gaitán

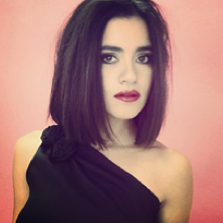
Paulina Gaitán Ruiz

Paulina Gaitán Ruíz (* 19. Februar 1992 in Mexiko-Stadt) ist eine mexikanische Schauspielerin.

## Karriere
Paulina Gaitán begann ihre Schauspielkarriere im Alter von neun Jahren. Ihre erste wichtige Rolle hatte sie 2004 in dem Film Innocent Voices, der vom Bürgerkrieg in El Salvador handelt. Bekannt wurde sie 2007 durch das Filmdrama Trade – Willkommen in Amerika von Regisseur Marco Kreuzpaintner. Dort spielte sie Adriana, die zum Opfer von Menschenhandel wurde. Im Film Sin nombre von 2009 hatte sie die Hauptrolle als Sayra. 2010 wirkte sie unter anderem im Horrorfilm Somos Lo Que Hay mit. 2015 verkörperte sie in der Serie Narcos Pablo Escobars Ehefrau Tata Escobar. Weitere Film- und Fernsehrollen folgten. 2020 war sie in Son of Monarchs zu sehen. Ihr Schaffen umfasst mehr als 45 Produktionen.

## Privates
Am 14. Dezember 2024 verkündete sie auf Instagram die Hochzeit mit ihrem langjährigen Partner Daniel Blanco.

## Filmografie (Auswahl)

### Filme
- 2004: Animales en peligro (Synchronstimme)
- 2004: Voces inocentes
- 2006: Morirse en domingo
- 2007: Trade – Willkommen in Amerika
- 2007: Cuando las cosas suceden
- 2007: Cielo
- 2008: Insignificant Things
- 2009: Sin nombre
- 2009: Codicia
- 2009: La mitad del mundo
- 2010: En Tus Manos
- 2010: We Are What We Are
- 2011: La cebra
- 2011: Inocencia
- 2011: Días de gracia
- 2011: El Bukanas
- 2012: Matilde
- 2012: Las paredes hablan
- 2012: Hermanas
- 2013: Deseo – Karussell der Lust (Deseo)
- 2013: Ni aquí ni allá
- 2014: Four Moons
- 2014: Eddie Reynolds y Los Ángeles de Acero
- 2015: Crossing Point
- 2015: Las Aparicio
- 2015: Ruta Madre
- 2018: The Good Girls
- 2019: Souvenir
- 2020: Sons Of Monarchs
- 2020: Territorio
- 2022: Me casé con un idiota
- 2023: Maquíllame otra vez
- 2023: City of Dreams
- 2023: Tequila RePasado
- 2024: Donde Corre el Agua
- 2024: Turno Nocturno

### Fernsehserien
- 1992: Mujer, Casos de la Vida Real
- 2010: Las Aparicio
- 2010: Capadocia
- 2012: The River
- 2013: Sr. Ávila
- 2015: Miss Dynamite
- 2015–2016: Narcos
- 2018: Señora Acero (5. Staffel)
- 2018: Diablo Guardián
- 2020: El Presidente
- 2021: Nicht meine Schuld: Mexiko (No fue mi culpa: México)
- 2021: Asesino del Olvido
- 2022: Implacables: Mexico
- 2022: Belascoarán, Privatdetektiv (Belascoarán, PI)
- 2023: P#t@s Redes Sociales